# Maryam Mursal
Maryam Mursal (* 1. Januar 1950) ist eine Musikerin (Sängerin und Komponistin) aus Somalia.

## Biographie
Maryam Mursal wuchs in einer muslimischen Familie mit vier Töchtern auf. Als Teenager brach sie mit den Traditionen und begann eine Karriere als professionelle Sängerin in Mogadischu. Sie trat in Nachtklubs auf, und ihre Musik, eine Somali Jazz genannte Mischung aus Blues, Soul, afrikanischen und arabischen Einflüssen wurde im ganzen Land populär. Mursal trat sowohl solo als auch mit der Musikgruppe Waaberi auf, die mit dem somalischen Nationaltheater in Verbindung stand. Nachdem sie – in ihrem Lied Ulimada, „Die Professoren“ – die autoritäre Regierung unter Siad Barre kritisiert hatte, wurden ihre Lieder verboten, sodass sie sich in dieser Zeit als erste Taxifahrerin Somalias durchschlug.
Nach der Eskalation des somalischen Bürgerkrieges reiste Maryam Mursal 1991 mit ihren fünf Kindern sieben Monate lang zu Fuß und per Anhalter erst in ein kenianisches Flüchtlingslager und dann durch Äthiopien, bis sie schließlich in der dänischen Botschaft in Dschibuti Zuflucht fand. Diese Odyssee verarbeitete sie später in einem ihrer Lieder. 1998 erschien ihre CD „The Journey“ mit acht Liedern bei Real World Records, das vom Dänen Søren Kjær Jensen arrangiert wurde. 2001 war sie mit ihrem Lied Somali Udiida Ceb auf dem Album The Spirit of Africa von  Real World Records vertreten.
Mursal lebt im Exil im Vereinigten Königreich.